# KBO 리그 경기 시간 관련 기록

## 최단 시간 경기

### 최단 경기 시간 기록
관중 433명만이 지켜본 1985년 9월 21일 롯데-청보의 구덕 경기는 임호균과 장명부가 각각 96구, 105구로 완투한 끝에 1시간 33분만에 종료되어 한국 프로 야구 통산 정규 이닝 최단 시간 경기가 되었다.
한편 미국의 최단 시간 경기 기록은 1919년 9월 28일 뉴욕 자이언츠와 필라델피아 필리스 전의 51분이, 일본은 1946년 7월 26일 한신 타이거즈와 퍼시픽 로빈스 전의 55분이다.
| #  | 시간       | 팀          | 날짜         | 구장 | 선발 투수                 | 경기 결과 | 주석 및 기타                                                    |
| 11 | 2시간 22분 | KT : 두산   | 2016. 09. 01 | 잠실 | 밴와트 / 니퍼트(승)       | 0 - 1     | 니퍼트 완봉승                                                   |
| 10 | 2시간 22분 | 삼성 : 넥센 | 2016. 08. 21 | 고척 | 차우찬(패) / 밴헤켄(승)   | 0 - 2     |                                                                 |
| 9  | 2시간 17분 | LG : SK     | 2019. 03. 28 | 문학 | 차우찬 / 문승원           | 1 - 3     | 이재원 끝내기 홈런, SK 이틀연속 끝내기                          |
| 8  | 2시간 15분 | NC : 넥센   | 2018. 04. 18 | 고척 | 정수민(승) / 최원태(패)   | 1 - 0     | 넥센 최단시간 경기 기록 경신, 최원태 완투패                     |
| 7  | 2시간 5분  | 롯데 : SK   | 2010. 04. 24 | 문학 | 조정훈(패) / 김광현(승)   | 1-2       | 조정훈 완투 패, 김광현 완투 승                                  |
| 6  | 2시간 4분  | 삼성 : LG   | 2024. 06. 25 | 잠실 | 원태인(패) / 켈리(승)     | 0-4       | 켈리 8이닝 퍼펙트게임                                           |
| 5  | 2시간 01분 | 해태 : 삼미 | 1983. 09. 26 | 인천 | 장명부(승) /              | 0 - 5     | 종전 2시간 03분, 삼미 - OB                                      |
| 4  | 2시간 00분 | 삼성 : NC   | 2019. 05. 08 | 대구 | 윤성환(승) / 루친스키(패) | 0 - 2     | 윤성환 99구 완투승, 루친스키 92구 완투패                        |
| 3  | 1시간 59분 | NC : KIA    | 2019. 08. 04 | 광주 | 프리드릭(패) / 양현종(승) | 0 - 1     | 프리드릭 87구 완투패, 양현종 99구 완투승 21세기 첫 1시간대 경기 |
| 2  | 1시간 48분 | OB : 해태   | 1988. 07. 08 | 광주 | 계형철 (패) / 차동철(승)  | 0 - 4     | 차동철 완투승                                                   |
| 1  | 1시간 33분 | 롯데 : 청보 | 1985. 09. 21 | 구덕 | 임호균(승) / 장명부(패)   | 3 - 0     | 임호균 96구 완투, 장명부 109구 완투                             |

## 최장 시간 경기
한국 프로 야구 최장 시간 경기는 2008년 6월 12일 목동에서 열린 KIA-우리 전의 6시간 17분이다. 이 경기는 경기 도중 55분간의 우천 중단 시간이 있었으며, 14회말까지 진행하여 1 - 2로 종료되었다.
우천중단 시간을 제외한 한국 프로 야구 최장 시간 경기는 2009년 5월 21일 광주에서 열린 LG-KIA 전의 5시간 58분이다. 이 경기는 12회말까지 진행되었지만 13 -13으로 승부를 가리지 못했다.
한편, 미국은 1984년 5월 8일에서 9일까지 25회 동안 치른 시카고 화이트삭스-밀워키 브루어스 전의 8시간 6분이 최장이며, 일본은 1992년 9월 11일 한신과 야쿠르트가 15회 동안 접전을 벌인 6시간 26분이 최장 시간 경기이다.

### 역대 최장 시간 경기
| 순위 | 시간       | 팀          | 날짜             | 구장 | 선발 투수       | 경기 결과 | 주석 및 기타 |
| 1    | 6시간 17분 | KIA : 우리  | 2008. 06. 12     | 목동 | 윤석민/전준호   | 1 - 2     | 14회         |
| 2    | 6시간 14분 | KT : 한화   | 2023. 09. 17 DH2 | 대전 | 벤자민/한승주   | 3 - 1     | 9회          |
| 3    | 6시간 10분 | 키움 : 롯데 | 2023. 07. 23     | 사직 | 최원태/이인복   | 7 - 6     | 10회         |
| 4    | 5시간 58분 | LG : KIA    | 2009. 05. 21     | 광주 | 로페즈/바우어   | 13 - 13   | 12회         |
| 5    | 5시간 51분 | 한화 : 두산 | 2008. 09. 03     | 잠실 | 유원상/정재훈   | 0 - 1     | 18회         |
| 6    | 5시간 45분 | LG : 두산   | 2001. 05. 06     | 잠실 |                 | 3 - 3     | 15회         |
| 7    | 5시간 39분 | LG : SK     | 2009. 05. 12     | 잠실 | 이범준/전병두   | 10 - 16   | 13회         |
| 8    | 5시간 38분 | LG : 롯데   | 2017. 06. 27     | 사직 |                 | 11 - 10   | 12회         |
| 9    | 5시간 33분 | LG : KIA    | 2002. 10. 13     | 광주 |                 | 7 - 5     | 13회         |
| 9    | 5시간 33분 | LG : 롯데   | 2016. 07. 09     | 사직 |                 | 12 - 13   | 11회         |
| 10   | 5시간 32분 | KT : 한화   | 2016. 05. 21     | 대전 |                 | 8 - 8     | 12회         |
| 11   | 5시간 29분 | 한화 : 롯데 | 2010. 04. 09     | 사직 |                 | 15 - 14   | 12회         |
| 12   | 5시간 28분 | 한화 : KIA  | 2013. 07. 16     | 광주 |                 | 8 - 3     | 12회         |
| 12   | 5시간 28분 | 삼성 : 한화 | 2016. 07. 09     | 대전 |                 | 6 - 10    | 9회          |
| 13   | 5시간 24분 | 한화 : 삼성 | 2001. 09. 22     | 대구 |                 | 6 - 4     | 14회         |
| 14   | 5시간 23분 | 롯데 : 해태 | 1982. 06. 03     | 구덕 | 이상윤 / 노상수 | 6 - 5     | 12회         |
| 14   | 5시간 23분 | 삼성 : 두산 | 2007. 09. 22     | 잠실 | 전병호/김명제   | 6 - 7     | 11회         |
| 15   | 5시간 21분 | OB : 한화   | 1997. 04. 12     | 대전 |                 | 4 - 2     | 13회         |
| 16   | 5시간 20분 | KIA : 롯데  | 2024. 06. 25     | 사직 | 나균안/네일     | 15-15     | 12회         |

### 최장 경기 시간 기록 추이
| # | 시간       | 팀          | 날짜         | 구장 | 선발 투수                   | 경기 결과 | 주석 및 기타                    |
| 1 | 3시간 57분 | 삼성 : MBC  | 1982. 03. 27 | 서울 | 이길환 / 황규봉             | 7 - 11    | 10회 말                         |
|   | 4시간 27분 | 삼미 : OB   | 1982. 04. 02 | 대전 | 김재현 / 박상열             | 5-4       | 14회말                          |
|   | 4시간 43분 | 롯데 : 삼미 | 1982. 04. 05 | 춘천 | 최옥규 / 감사용             | 7-8       | 11회 말                         |
|   | 5시간 23분 | 해태 : 롯데 | 1982. 06. 03 | 사직 | 이상윤 / 노상수             | 6-5       | 12회 말                         |
|   | 5시간 45분 | 두산 : LG   | 2001. 05. 06 | 잠실 |                             | 3 - 3     | 15회                            |
|   | 5시간 51분 | 두산 : 한화 | 2008. 09. 03 | 잠실 | 유원상 / 정재훈             | 1 - 0     | 18회                            |
|   | 5시간 58분 | KIA : LG    | 2009. 05. 21 | 광주 | 아킬리노 로페스 / 릭 바우어 | 13 -13    | 12회, 양팀 각각 투수 8명 등판., |

### 정규 이닝 최장 시간 경기 기록 추이
한국 프로 야구 정규 이닝 최장 시간 경기는 2023년 9월 17일 대전 야구장에서 열린 KT와 한화의 더블헤더 2차전이다. 소요 시간은 6시간 14분으로, 3시간 24분 간의 우천 중단 시간을 포함한다.
중단 시간 없이 최장 시간은 2008년 5월24일 기아 LG (잠실) , 2013년 4월18일 기아 LG (광주) , 5시간 경기이다.
한편, 미국은 2018년 10월 27일 LA 다저스-보스턴 레드삭스 전의 7시간 20분이 최장이며, 일본은 2005년 5월 15일 오릭스와 히로시마 전에서 기록된 5시간 15분이 최장이다.
| # | 시간       | 팀         | 날짜           | 구장 | 선발 투수     | 경기 결과 | 주석 및 기타 |  |
|   | 4시간 24분 | KIA : 롯데 | 2018. 06.09    | 사직 | 팻딘 / 박세웅 | 7 - 5     |              |  |
|   | 4시간 24분 | 삼미 : OB  | 1982. 04. 25   | 춘천 |               | 11 - 12   | [ 13 ]       |  |
|   | 4시간 38분 | MBC : 롯데 | 1988. 07. 08   | 잠실 | 최동원 /      | 6 - 6     | [ 13 ]       |  |
|   | 5시간 00분 | KIA : LG   | 2008. 05. 24   | 잠실 | 이범석/이승호 | 15 - 13   | [ 14 ]       |  |
|   | 6시간 14분 | KT : 한화  | 2023.09.17 DH2 | 대전 | 벤자민/한승주 | 3 - 1     |              |  |